# Château des Brasseurs
Pour les articles homonymes, voir Brasseur.
Le château des Brasseurs est un château de la commune de Xertigny au sud du département des Vosges en région Lorraine. Il accueille la mairie de la ville depuis 1981.

## Histoire
En 1865, Victor Champion (1839-†1891), originaire de Haute-Marne, a terminé ses études brassicoles à l’école bavaroise de Weihenstephan et travaille à Xertigny à la « Brasserie de la Cense ». Il achète la « Brasserie de l'Orémus », la plus ancienne brasserie de Xertigny datant de 1750.
En 1887, Henri Trivier (1862-†1937) qui travaille depuis deux ans à la brasserie, épouse Berthe Champion (1866-†1922) la fille de Victor Champion. Celui-ci s'associe la même année avec son gendre pour transformer la brasserie en société anonyme (qui deviendra en 1891 la société « Trivier-Champion », puis vers 1910 « La Lorraine, Champion et Trivier »).
C'est en 1888, un an après le mariage de sa fille, que Victor Champion décide de se faire construire un château sur les fondations de l’ancien presbytère de l’Orémus. Le château est prévu pour accueillir deux ménages, le sien et celui de son gendre. Il est de style néo-Renaissance dont les plans sont de l’architecte départemental François Clasquin.
Henri Trivier assure seul la succession de son beau-père décédé en 1891. La société regroupe à cette époque cinq brasseries et de nombreuses tavernes et dépôts à travers la France. À son décès en 1937, ses trois enfants Pierre (1889-†1973), Alice et Jean perpétuent la dynastie. La famille Trivier quitte le château en 1956 pour habiter à Paris et en Côte-d'Or. Celui-ci est alors vendu à la compagnie générale des eaux qui le transforme en colonie de vacances. La brasserie meurthe-et-mosellane de Champigneulles prend une participation de la Brasserie de Xertigny à cette époque, puis l'intègre en 1959, avant de décider de sa fermeture définitive le 30 septembre 1966. 
La commune de Xertigny achète le château et son parc de 4 hectares en 1977 pour 900 000 francs, et en fait sa mairie le 7 janvier 1981 sous les mandats de Michel Bidaud. Elle achète également la forêt attenante (« Les bois Beaudoin ») de 38 hectares en 1983 pour 2 millions de francs et l'aménage en promenade avec circuit pédestre, chalets de détente et étangs. Sous les mandats de Marc Boullée, la commune engage en 1992 d'importants travaux de rénovation pour rendre les bureaux plus fonctionnels.
Jusqu'à aujourd'hui, le château ne fait l'objet d'aucune inscription ou classement au titre des monuments historiques. Depuis 2014, le château des Brasseurs a été intégré au parc miniature Alsace Lorraine à Plombières-les-Bains.

## Description
Le château est de style néorenaissance de la fin du XIXe siècle. À l'extérieur, les embrasures des portes et des fenêtres sont en pierre de taille avec motifs décoratifs sculptés, la toiture est mansardée avec des clochetons, et les cheminées sont monumentales. À l'intérieur, les boiseries murales sont conservées et les plafonds sont à moulures ou à caissons dans les pièces de réception. Le château était prévu à l'origine pour servir à deux ménages. Ainsi, le vestibule d'entrée coupe l'édifice en deux habitations distinctes à droite et à gauche de celui-ci.
Au rez-de-chaussée, l'entrée se fait par le vestibule, la pièce la plus décorée du château. On peut y admirer une mosaïque au sol rappelant l'époque romaine et la route des thermes (entre Contrexéville et Plombières-les-Bains), des colonnes de marbre, des boiseries, un plafond recouvert d'écussons aux dorures travaillées, un escalier central richement ouvragé et une cheminée. Côté ouest, on trouvait trois salons :
- Le salon des dames (accueil et secrétariat de la mairie actuelle) ; cheminée surmontée d'un miroir d'origine, moulures au plafond, colonnes en plâtre avec un trompe-l'œil imitant le marbre.
- La salle de billard ou salon des hommes (bureau actuel du maire) ; il accueille les seuls meubles d'époque du château, ceux-ci ayant été conçus sur mesure spécialement pour cette pièce, ils n'ont pas pu être vendu par la famille lors de la vente de l'édifice de 1956.
- Le salon de madame Champion (bureau actuel du secrétaire général) ; superbes marqueteries et lustre d'époque.

À l'est on peut encore admirer deux pièces principales :
- La salle à manger (salle des mariages actuelle) qui possède la plus belle cheminée du château. Celle-ci est décorée d'un bas-relief en bois sculpté représentant une copie du XVIIIe siècle, « la chasse aux sangliers », tableau dit de Diane de Poitiers.
- Un jardin d'hiver sous une verrière prolonge le château dans sa partie ouest, et était surmonté à l'origine d'un dôme en fer construit par Gustave Eiffel. Le dôme est détruit entre 1956 et 1965 par la compagnie générale des eaux.

À l'étage, on trouve deux salles de réunions dont une accueille les portraits des anciens maires de Xertigny et d'anciens présidents de la République française. Une autre salle a ses murs recouverts de faïence de Sarreguemines avec des motifs Art Nouveau des années 1920, seuls vestiges de la salle de bains.

## Liste des maires de Xertigny au château
- Michel Bidaud (1973-1989)
- Marc Boullée (1989-2001)
- Véronique Marcot (depuis 2001)

## Galerie d'images

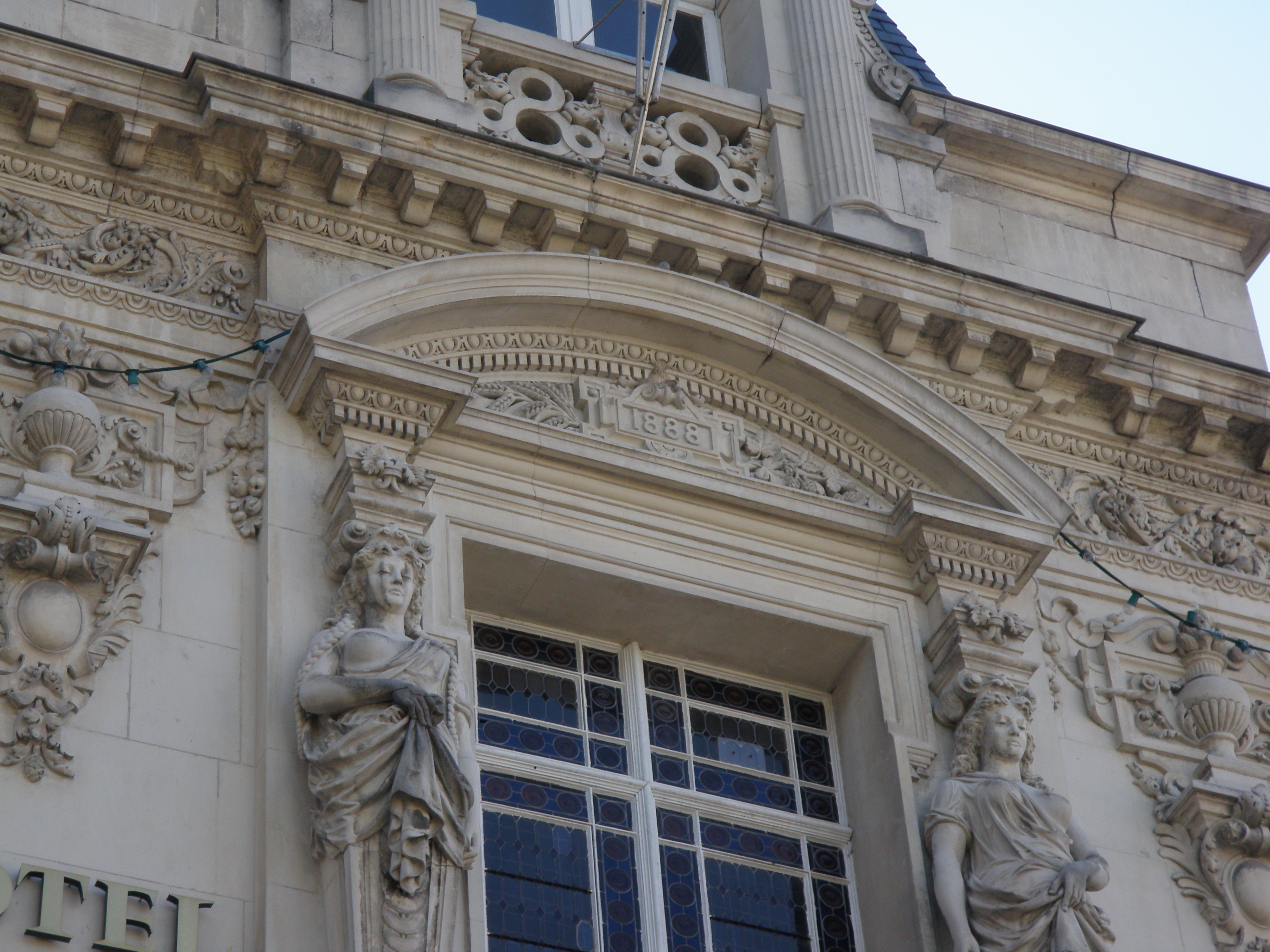
Détail de la façade principale
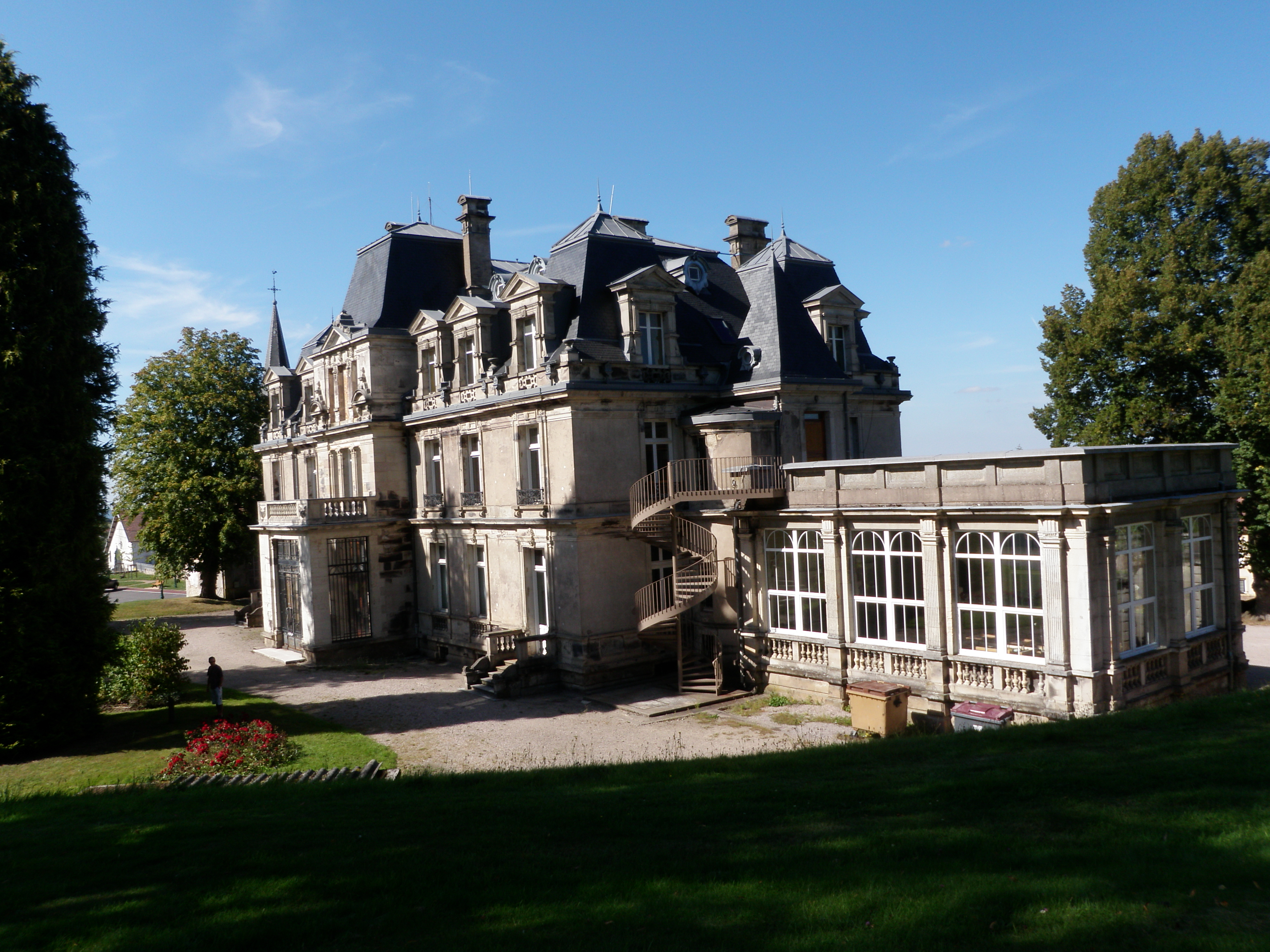
Façade sud (côté jardin)
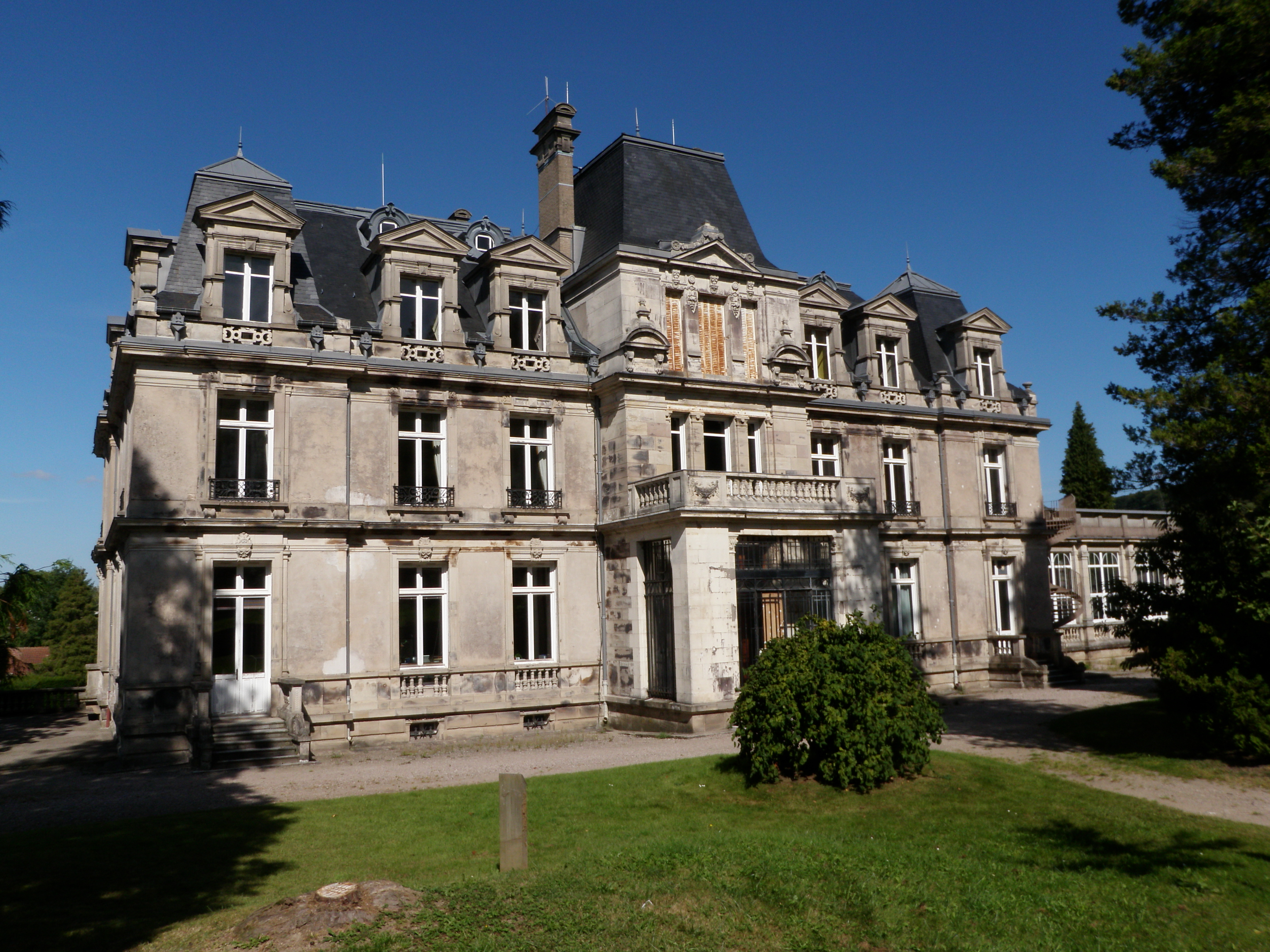
Façade sud (côté jardin)
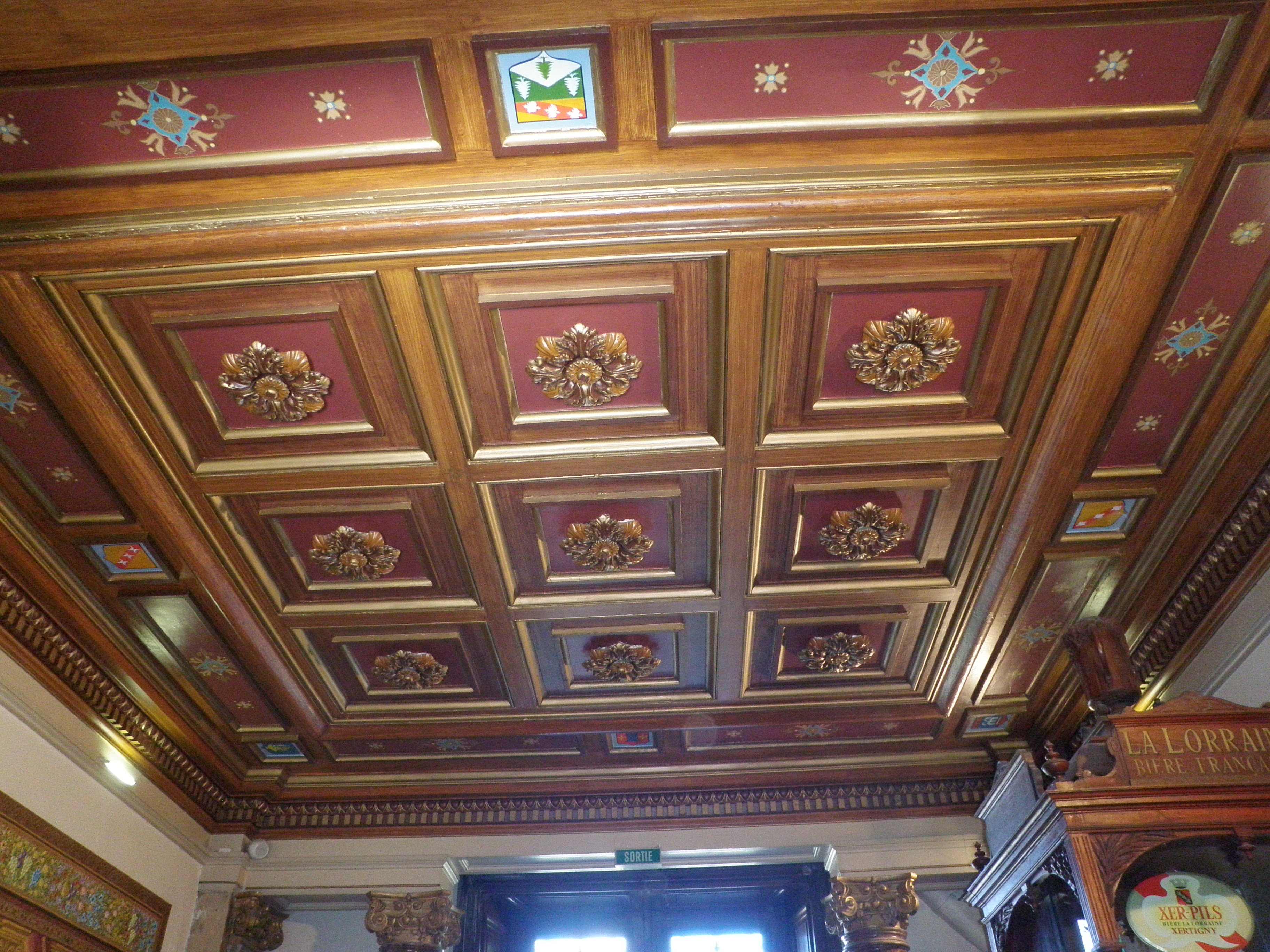
Plafond du vestibule d'entrée
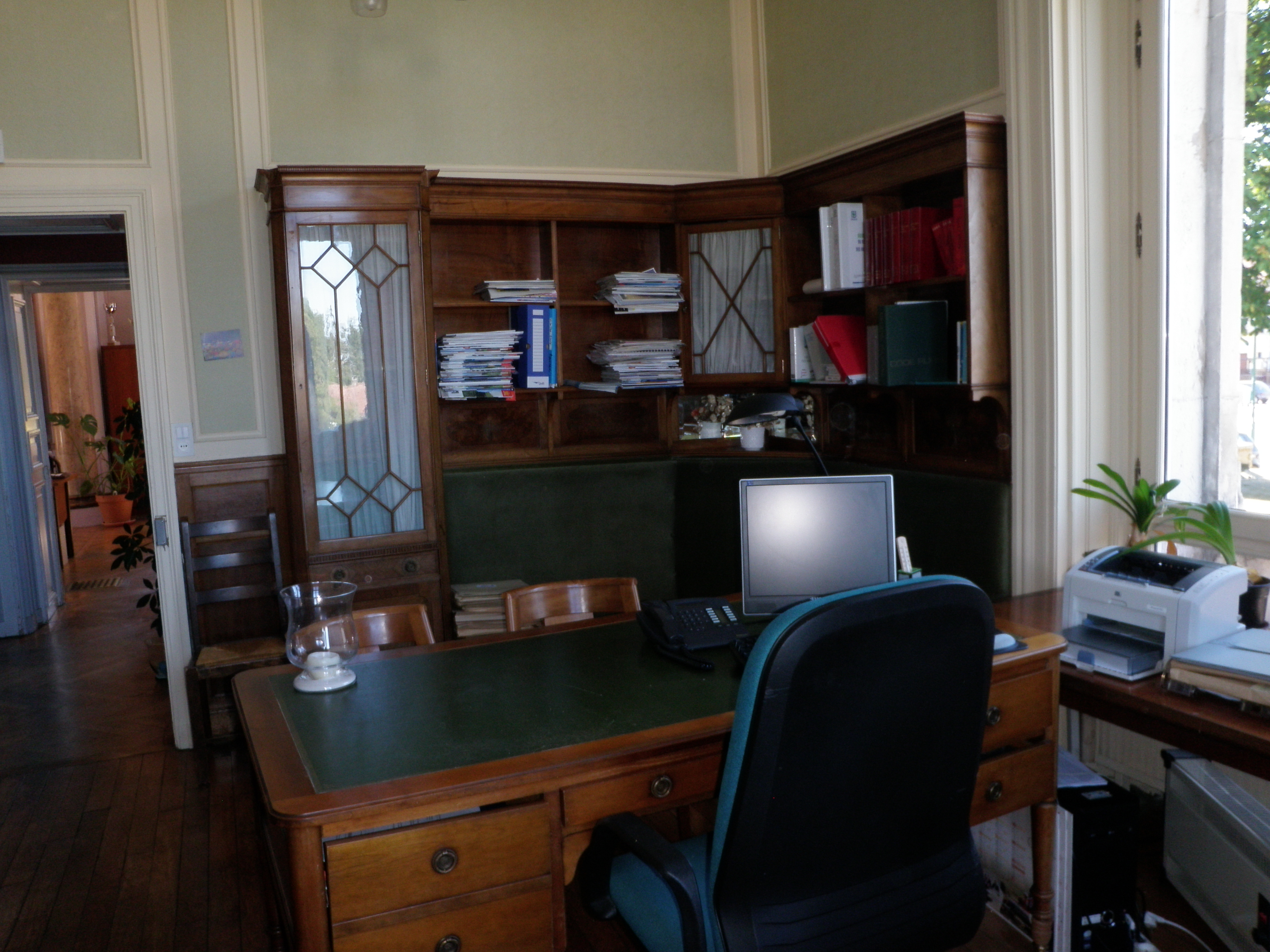
Bureau du secrétaire général de la mairie
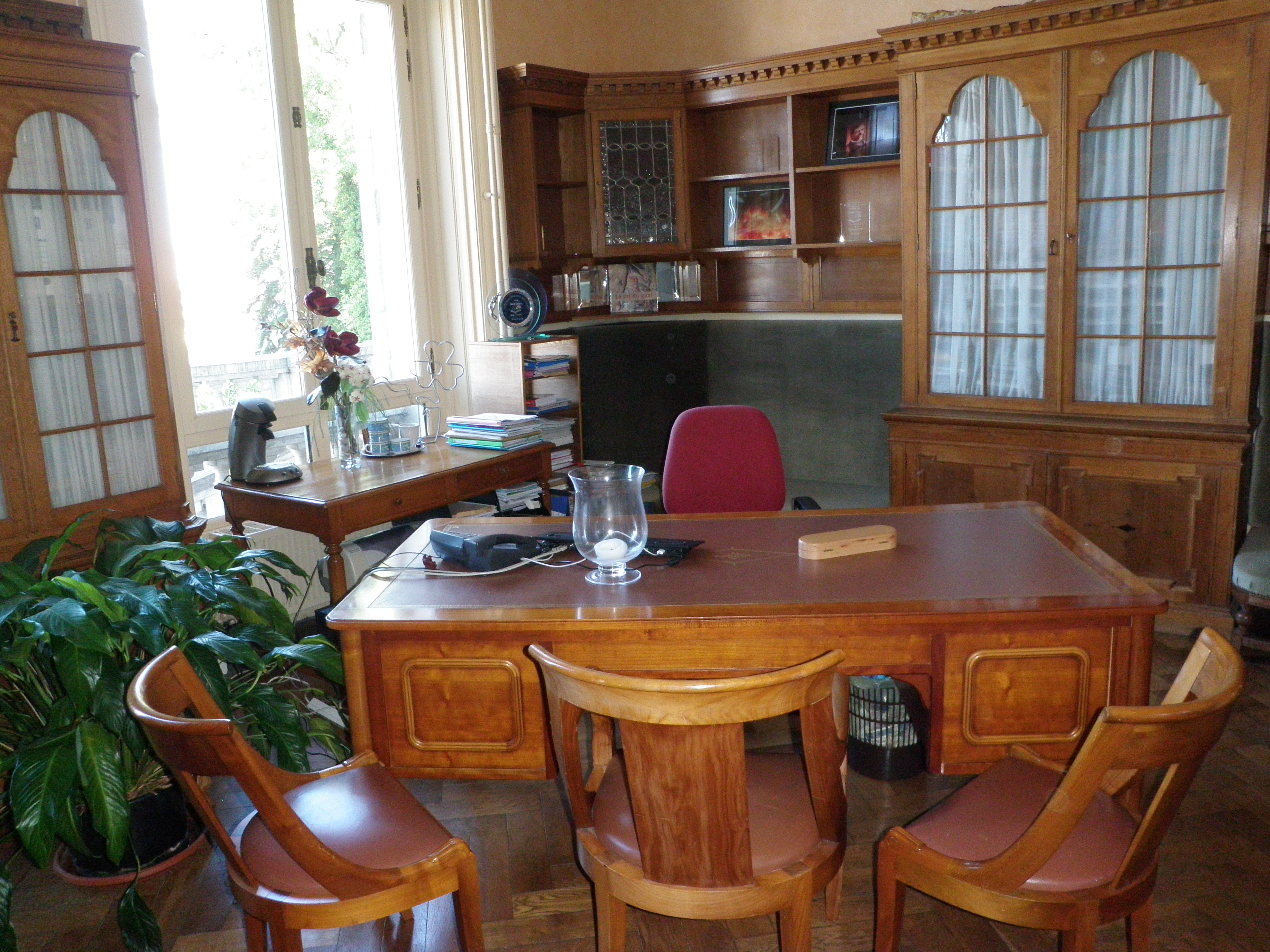
Bureau du maire
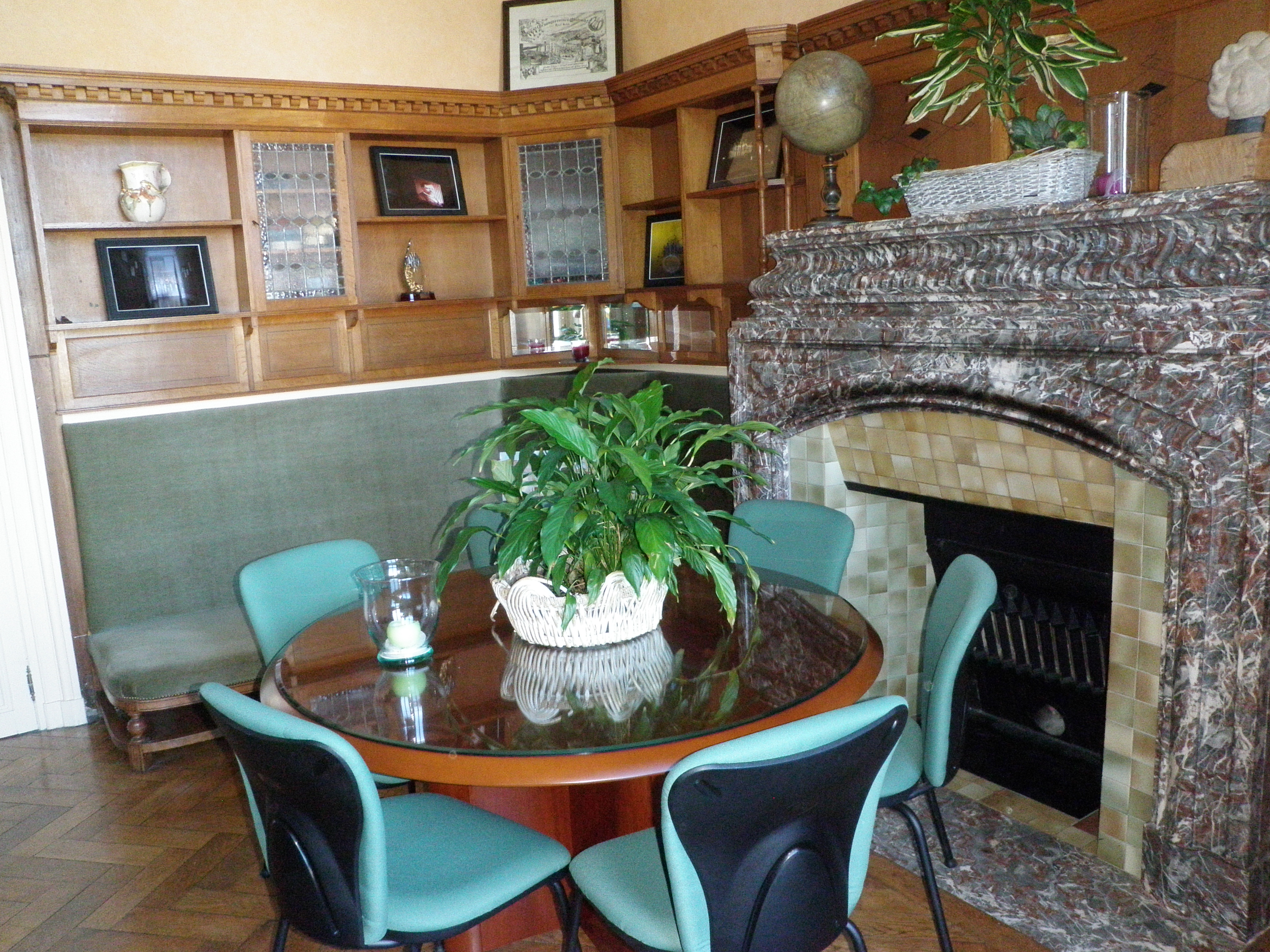
Bureau du maire
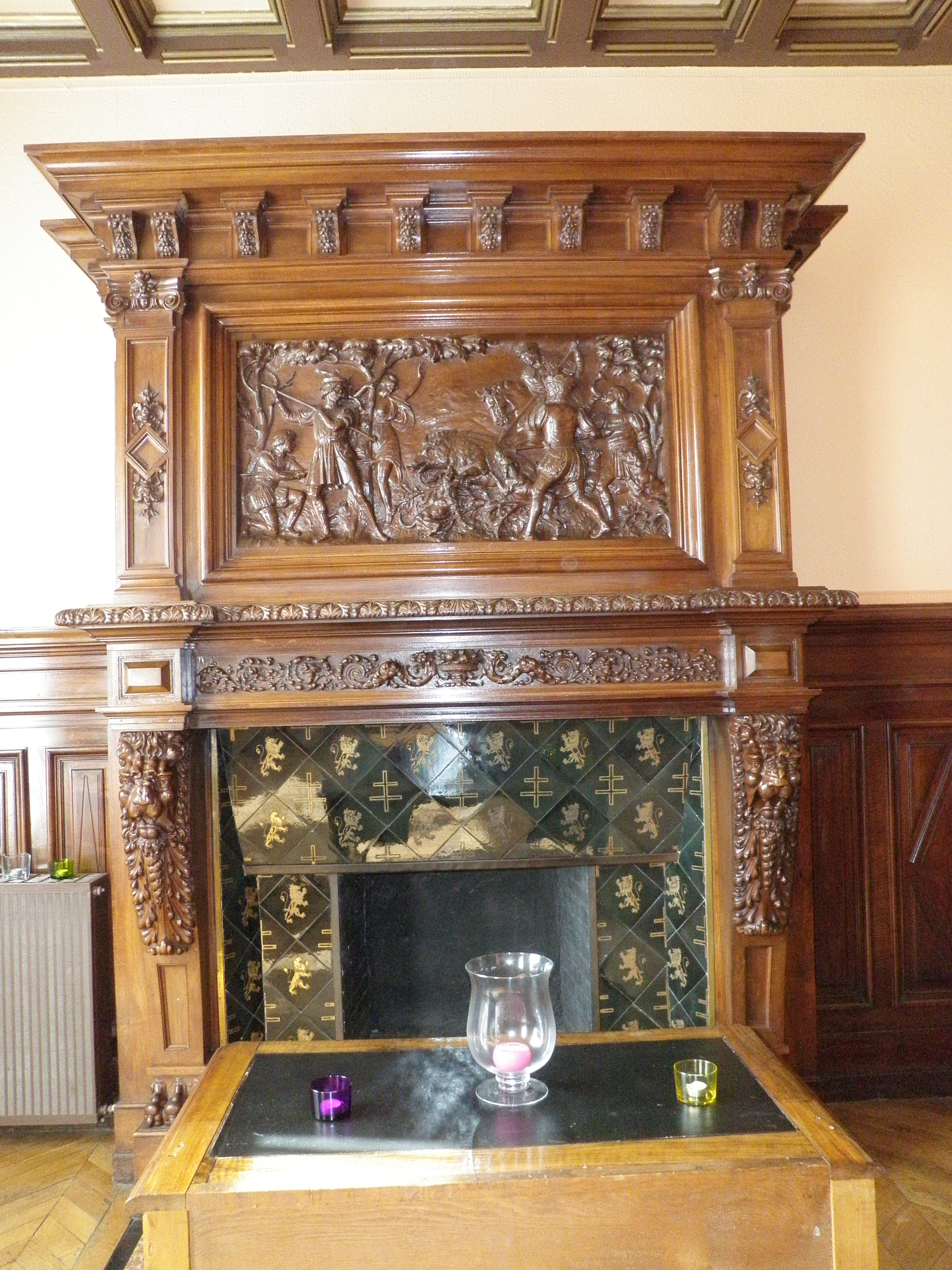
Cheminée de la salle des mariages
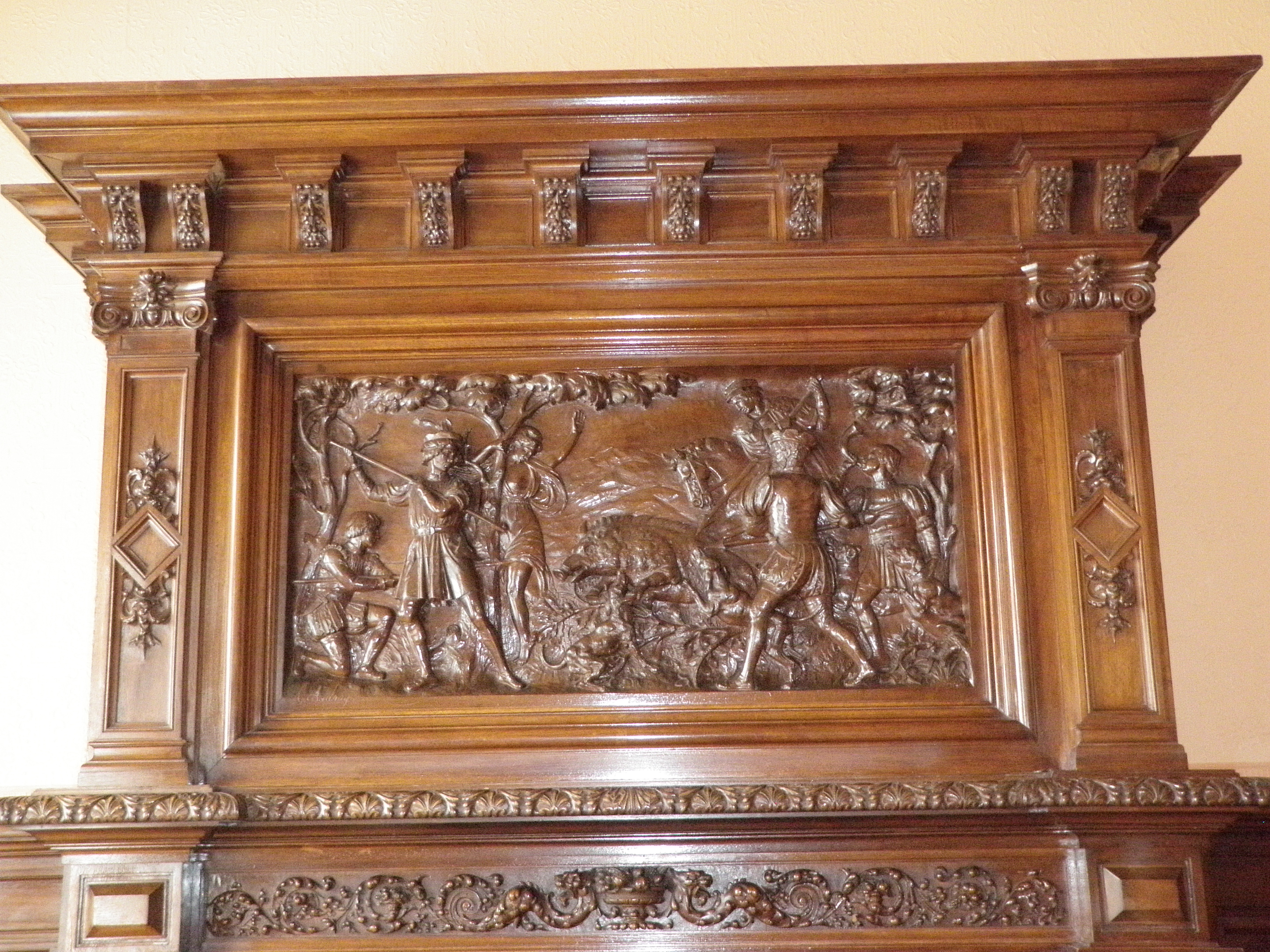
Cheminée de la salle des mariages
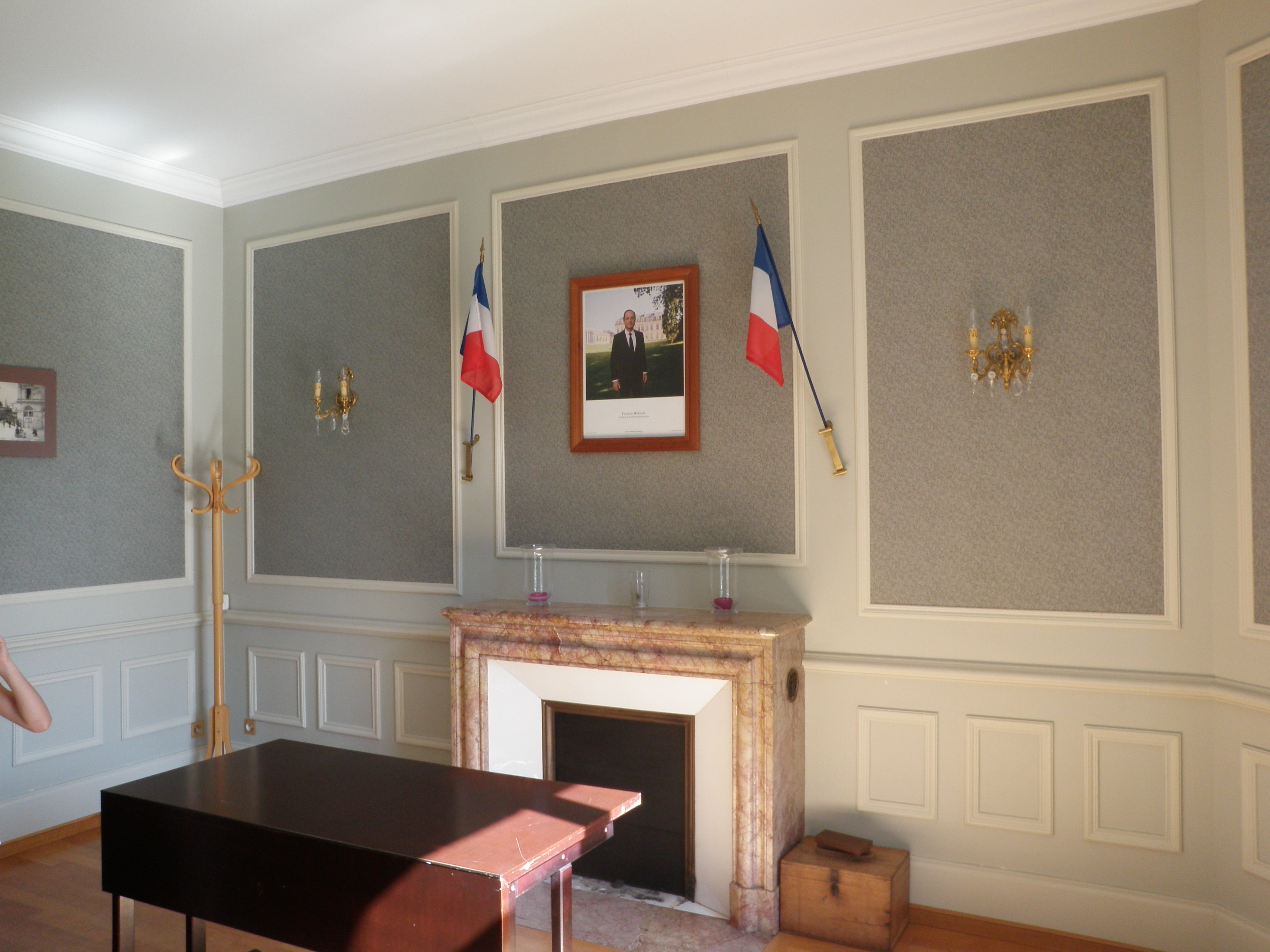
Salle du conseil municipal
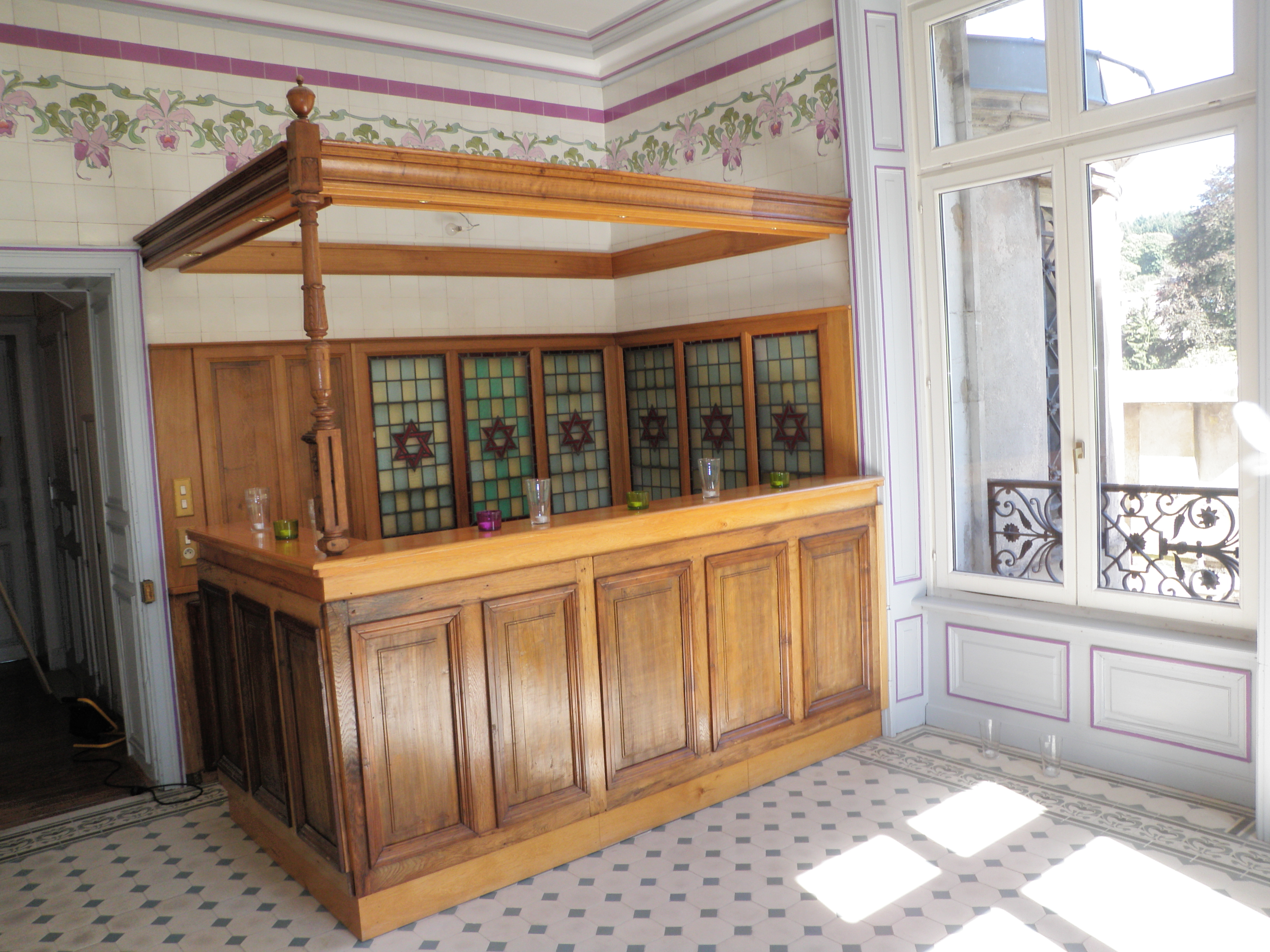
Ancienne salle de bain